# Кагэро (эсминец, 1939)
Кагэро (яп. 陽炎 Кагэро:, марево) — японский эсминец типа «Кагэро», головной в серии. В военно-исторической литературе распространено написание Кагеро.

## Строительство
Заложен 30 сентября 1937 года на верфи «Maizuru КK». Спущен 27 сентября 1938 года, вошёл в строй 6 ноября 1939 года.

## Служба
Участвовал в боях у Гуадалканала. В частности на Кагэро и лёгком крейсере «Дзинцу» контр-адмирал Райдзо Танака прибыл из Японии на Трук 11 августа после высадки сил союзников на Гуадалканале 7 августа 1942 года. На Труке Танака принял командование силами, обеспечивавшими доставку подкреплений на Гуадалканал (позднее названными союзниками «Токийский экспресс»), которые включали в себя корабли 8-го флота и различные суда, предназначенные для доставки японских войск и грузов на Гуадалканал. В результате первая партия из 917 солдат полка Итики вместе с командиром была доставлена шестью эсминцами на Гуадалканал утром 19 августа .
25 августа, полагая, что американские авианосцы получили в сражении у восточных Соломоновых островов тяжёлые повреждения, конвой Танаки снова двинулся на Гуадалканал. При этом пять эсминцев, включая «Кагэро» совместно с «Муцуки», «Яёй», «Кавакадзэ» и «Исокадзэ» ночью обстреляли аэродром Хендерсон-Филд, причинив ему незначительные повреждения, и уторм около 08:00 25 августа в 150 милях (240 км) от места высадки присоединились к основному конвою. В 08:05 18 американских самолётов с Хендерсон-Филд атаковали конвой Танаки, нанеся тяжёлые повреждения крейсеру «Дзинцу». Было убито 24 человека, при этом сам Танака потерял сознание. Пришедшего в сознание, не получившего ранений, но шокированного Танаку перевезли на эсминец «Кагэро», оставив «Дзинцу», и отправили на Трук, а конвой тем временем направился на японскую базу на Шортлендских островах.
Продолжая участвовать в «Токийских экспрессах», 30 ноября 1942 года Кагэро оказался в конвое, участвовавшем в бою у Тассафаронга.
Эсминец Кагэро погиб после боя в проливе Блэкетт в 1943 году, когда в ночь с 6-го на 7-е мая американские минные заградители «Gamble», «Breese» и «Preble» перегородили минами пролив Блэкетт. На этих минах подорвались три японских эсминца — «Кагэро» и «Куросио» с «Оясио». «Куросио» затонул сразу, а Кагэро и Оясио были потоплены днём позже, 8 мая 1943 года, во время атаки авиации морской пехоты США с базы Хендерсон-Филд. Кагэро затонул у острова Рендова в точке 08°08′ ю. ш. 156°55′ в. д.. Вместе с эсминцем погибло 18 членов экипажа.

## Комментарии
1. ↑  переливающийся видимый слой теплого воздуха у поверхности земли
2. ↑  «Дзинцу» был отправлен в Японию на ремонт, который был завершён 9 января 1943 года